# جرزی‌ویل (ایلینوی)
جرزی‌ویل، ایلینوی (به انگلیسی: Jerseyville, Illinois) یک شهر در ایالات متحده آمریکا با جمعیت ۸٬۴۶۵ نفر است که در ایلی‌نوی واقع شده‌است.